# Šušnjari (Laktaši)
Šušnjari (szerbül:  Шушњари), település Bosznia-Hercegovinában, Laktaši községben, Bosanska krajina területén, a Szerb Köztársaságban. 

## Fekvése
Bosznia-Hercegovina északi részén, Banja Lukától légvonalban 10, közúton 14 km-re, községközpontjától légvonalban 8, közúton 12 km-re délre, 150-312 méteres magasságban fekszik. A település nyugati határán az Orbász folyik végig, míg legnagyobb része a folyótól keletre fekvő, patakvölgyekkel szabdalt, erdőkkel, rétekkel, legelőkkel, gyümölcsösökkel és szántókkal tarkított dombvidéken található.

## Népessége
| Nemzetiségi csoport | Népesség 1991 | Népesség 2013 |
| ------------------- | ------------- | ------------- |
| Szerb               | 625           | 720           |
| Bosnyák             | 1             | 0             |
| Horvát              | 10            | 3             |
| Jugoszláv           | 18            | 0             |
| Egyéb               | 24            | 3             |
| Összesen            | 678           | 726           |

## Története
A régészeti leletek tanúsága szerint az Orbász partja feletti Gradinán már az őskortól fogva éltek emberek. A késő bronzkorban létesített erődített település a vaskorban is használatban volt. Később a rómaiak hódították meg ezt a területet és ők építették tovább az őskori építményeket. A Gradinától keletre fekvő, bozóttal benőtt Zidine nevű lelőhely valószínűleg a középkori falu templomának és temetőjének maradványait rejti.
A település 1878-ig tartozott az Oszmán Birodalomhoz, ekkor a berlini kongresszus határozata alapján az Osztrák-Magyar Monarchia része lett. 1879-ben az első osztrák-magyar népszámlálás során a Prnjavori járáshoz tartozó településnek 19 háztartása, 185 ortodox és 1 muszlim lakosa volt.  1910-ben a Banja Luka-i járáshoz tartozó településen 34 háztartást és 299 ortodox lakost találtak. A monarchia szétesésével 1918-ban előbb a Szerb-Horvát-Szlovén Királyság, majd 1929-től a Jugoszláv Királyság része. Az 1929-es törvény értelmében, amikor Bosznia-Hercegovinát négy banovinára, Drinskára, Vrbaskára, Zetskára és Primorskára osztották, a település a Vrbaska banovina része lett, amelynek székhelye Banja Luka volt. Jugoszlávia megszállása után a Független Horvát Állam (NDH) része lett. A második világháború után a szocialista Jugoszláviához tartozott. A daytoni békeszerződést követő területfelosztásnál Laktaši község részeként a Szerb Köztársaság területéhez került.

## Nevezetességei
- Gradina – őskori erődítmény és ókori épületek maradványai az Orbász jobb partja felett. A kisméretű 45x30 méteres nagyságú, északkelet-délnyugati tájolású erődítmény a lelőhely két platóján helyezkedik el. Az alsó plató délkeleti lejtőin őskori, késő bronzkori és kora vaskori kerámiákat találtak. A délnyugati lejtők felső részén falmaradványok láthatók, melyek között 1923-ban egy díszes és feliratos kőtábla (ezt Zágrábba vitték) és kard (időközben elveszett) került elő. A leletek a római korból valók.[4]

- Zidine – középkori templom és temető maradványai. A bozóttal benőtt magaslaton falmaradványok találhatók, melyek egy 15x8 méteres építmény, valószínűleg egy templom falai. Az épület anyagát később a környező területen épített házakhoz használták fel, csakúgy, mint egy sírkőtáblát, mely a templom körüli temetőből származhatott.[4]